# Lycopodiella
Lycopodiella es un género perteneciente a la familia Lycopodiaceae. Los miembros del género se llaman comúnmente, licopodios de pantano , describiendo que sus hábitos son los humedales. Hay treinta y ocho especies, la distribución es cosmopolita, con centros de diversidad en la zona tropical del Nuevo Mundo y Nueva Guinea. En el pasado, el género estuvo incorporado en el género relacionado Lycopodium.

## Especies enLycopodiella

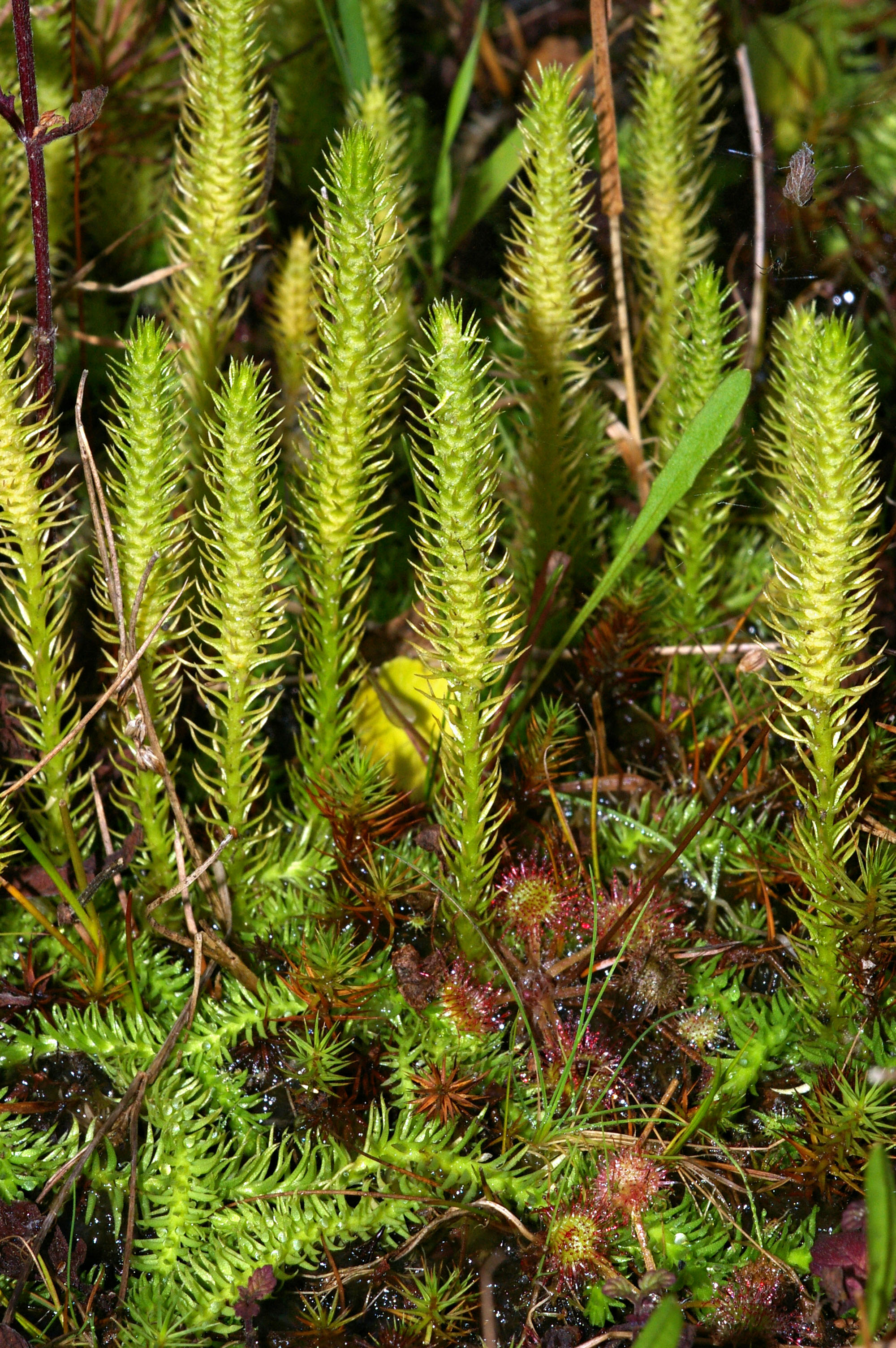
Lycopodiella inundata

- Lycopodiella affinis (África, southern Asia).
- Lycopodiella alopecuroides Foxtail Clubmoss (North and South America).
- Lycopodiella appressa Southern clubmoss, Appressed Bog Clubmoss (eastern North America, Cuba).
- Lycopodiella bradei (Brasil).
- Lycopodiella brevibracteata (New Guinea).
- Lycopodiella brevipedunculata (New Guinea).
- Lycopodiella camporum (northern South America).
- Lycopodiella carnosa (Brasil).
- Lycopodiella caroniniana (northern South America, Central America, southeastern North America, central and southern Africa).
- Lycopodiella cernua Nodding Clubmoss (cosmopolitan, tropical to warm temperate).
- Lycopodiella contexta (central South America).
- Lycopodiella descendens (central western South America (Ecuador, Perú)).
- Lycopodiella diffusa (Tasmania, New Zealand).
- Lycopodiella ericina (New Guinea).
- Lycopodiella geometra (Brasil (Minas Gerais).
- Lycopodiella glaucescens (northwestern South America, Central America).
- Lycopodiella hainanense (southern China (Guangdong, Hainan)).
- Lycopodiella hydrophylla (New Guinea).
- Lycopodiella inundata Marsh Clubmoss or Bog Clubmoss (circumpolar cool temperate).
- Lycopodiella iuliformis (northeastern South America).
- Lycopodiella lateralis (eastern Australia, New Zealand).
- Lycopodiella lehmannii (South America (Colombia)).
- Lycopodiella limosa (northern Queensland).
- Lycopodiella margueritae Northern Prostrate Clubmoss (Míchigan).
- Lycopodiella mariana (Philippines).
- Lycopodiella pendulina (northern South America, Central America).
- Lycopodiella prostrata Feather Stem Clubmoss (southeastern Estados Unidos).
- Lycopodiella pungens (Borneo, Sumbawa).
- Lycopodiella raiateense (Society Islands).
- Lycopodiella riofrioi (northern South America, Central America).
- Lycopodiella salakensis (Java).
- Lycopodiella serpentina (Australia, New Caledonia, New Zealand).
- Lycopodiella steyermarkii (northern South America, Central America).
- Lycopodiella subappressa Northern Appressed Clubmoss (Michigan).
- Lycopodiella suffruticosa (New Guinea).
- Lycopodiella tomentosa (New Guinea).
- Lycopodiella torta (Martinique).
- Lycopodiella trianae (Colombia, Ecuador).
- Lycopodiella iuliformis (Underw. & F.E. Lloyd) B. Øllg. - doradilla de México[1]